# Astragalus pallasii
Astragalus pallasii är en ärtväxtart som beskrevs av Spreng.. Astragalus pallasii ingår i släktet vedlar, och familjen ärtväxter. Inga underarter finns listade i Catalogue of Life.